# Јегуновска тврђава
Јегуновска тврђава је археолошко налазиште које се налази изнад села Јегуновце у подножју брда Градиште недалеко од Тетова. Према проценама археолога датира из периода касног неолита.

## Историја
Тврђава се налази у подножју Дервенске клисуре. Представља велики култирни значај јер представља значајне темеље македонске цивилизације.
Археолошка истраживања указују да град који се ту налазио датира из времена две хиљаде година пре нове ере.
У 19. веку био је у функцији почетног одбрамбеног пункта на путу који повезује Скопље и Полошки регион.
Значај овакве врсте спајања два региона, симптоматично се завршава након доласка Турака, који нису били заинтересовани за пут који води ка северном делу Скопља.
Културни значај постојећег града од великог је значаја и важности. Од краја неолита преко хеленистичког периода до касне антике и средњег века па све до почетка 19. века, осликавајући богато и аутентично археолошко налазиште.

## Важност налазишта
На овом налазишту пронађен је новац, делови стрела и копља, остаци зграда, бронзаних предмета и разние врсте алата.
Пронађена керамика, заступљена је из периода бронзаног доба. На основу пронађених остатака, врсте грађевина и архитектура, археолози претпостављају да су на овим просторима живели народи који су се бавили пољопривредом и сточарством.
Истраживања у истој мери показују да су овде живеле занатлије и златари.

## Налазишта
Насеља из неолитског периода, античке и средњег века, забележена су у првој фази археолошких ископавања на археолошкој локацији Градиште, четири километар од села Јегуновце.
Истраживања су обављена у штабу музеја у Тетову, под вођством др Виктора Лилића, професора на катедри за историју уметности и археологију, на Филозофски факултет у Скопљу.
Локалитет на одређени начин представља тврђаву која се налази у подножју планине Жеден у близини Дервенске клисуре.
Овде су људи живели непрекидно од неолита до средњег века.